# فتح الإله في شرح المشكاة
فتح الإله في شرح المشكاة للإمام ابن حجر الهيتمي المكي (ت 974هـ)، كتاب في الحديث، وهو شرح لكتاب مشكاة المصابيح للإمام محمد الخطيب التبريزي (ت 741هـ)، وقد توفي ابن حجر قبل أن يتم هذا الكتاب.

## سبب تصنيف الكتاب
يقول الإمام ابن حجر الهيتمي: